# Majorat
Das Majorat oder Ältestenrecht bezeichnet ein mittelalterliches Erbrecht, bei dem ein Landbesitz oder Vermögen oder ein Teil davon in der Form einer Stiftung zu einem Majoratsgut gewandelt wurde, das vom ältesten Sohn (Primogenitur) als Ganzes zu erben und zu erhalten war; gab es keinen Sohn, fiel das auch als Ältestengut bezeichnete Majorat dem nächsten männlichen Verwandten zu, bei gleichem Grad der Verwandtschaft dem ältesten Verwandten. Der Erbe wurde zum neuen Majoratsherrn und zahlte den jüngeren Söhnen und den Töchtern des Erblassers allenfalls einen geringen Unterhalt (Beispiel: Majorat Bärsdorf). 
Eine ähnliche Einrichtung des Erbrechts war das Fideikommiss („zu treuen Händen belassen“), das etwa nach österreichischem Recht entweder als Primogenitur, als Majorat oder als Seniorat vererbt wurde (§§ 618 bis 645 ABGB, JGS Nr. 946/1811).
Beide Einrichtungen stammen aus Frankreich, wo sie gesetzlich eindeutig geregelt waren und besonders ab 1800 unter Napoleon Verbreitung in Europa fanden. Die Abschaffung der Majorate in Spanien durch die Cortes im Jahre 1855 bewirkte für viele alte Familienbesitze den Ruin.

## Funktion
Die Einrichtung eines Majorats sollte die Aufteilung und Zersplitterung insbesondere von Landbesitz verhindern. Es konnte nur eingerichtet werden, wenn der Besitzer im vollen Umfang über seine Güter verfügen konnte (Eigengut), nicht jedoch, wenn es sich um ein Lehen handelte, dessen Weitergabe an das Lehnsrecht gebunden war. War das Majorat einmal gestiftet, unterlagen dessen Besitzer der Einschränkung, dass sie das Gut nur mit Zustimmung sämtlicher männlicher Nachkommen verkaufen konnten; aus diesem Grund wurden selten Kredite auf Majoratsgüter vergeben.

## Künstlerische Umsetzungen
Die Erzählung Das Majorat von E. T. A. Hoffmann aus dem Jahr 1817 schildert die Zustände und den Untergang eines adligen Familiengeschlechts, nachdem der Vater den Stammsitz seines Geschlechts in ein Majorat umgewandelt hat. In der Novelle Die Majoratsherren von Achim von Arnim (1818) geht es um einen jungen Majoratsherrn, seinen verstorbenen Vorgänger und den künftigen Majoratsherrn. 1895 schrieb der schwedische Schriftsteller Alfred von Hedenstjerna die Novelle Der Majoratsherr von Halleborg; sie wurde 1943 von Hans Deppe verfilmt unter dem Titel Der Majoratsherr.